# Cmentarz żydowski w Rykach

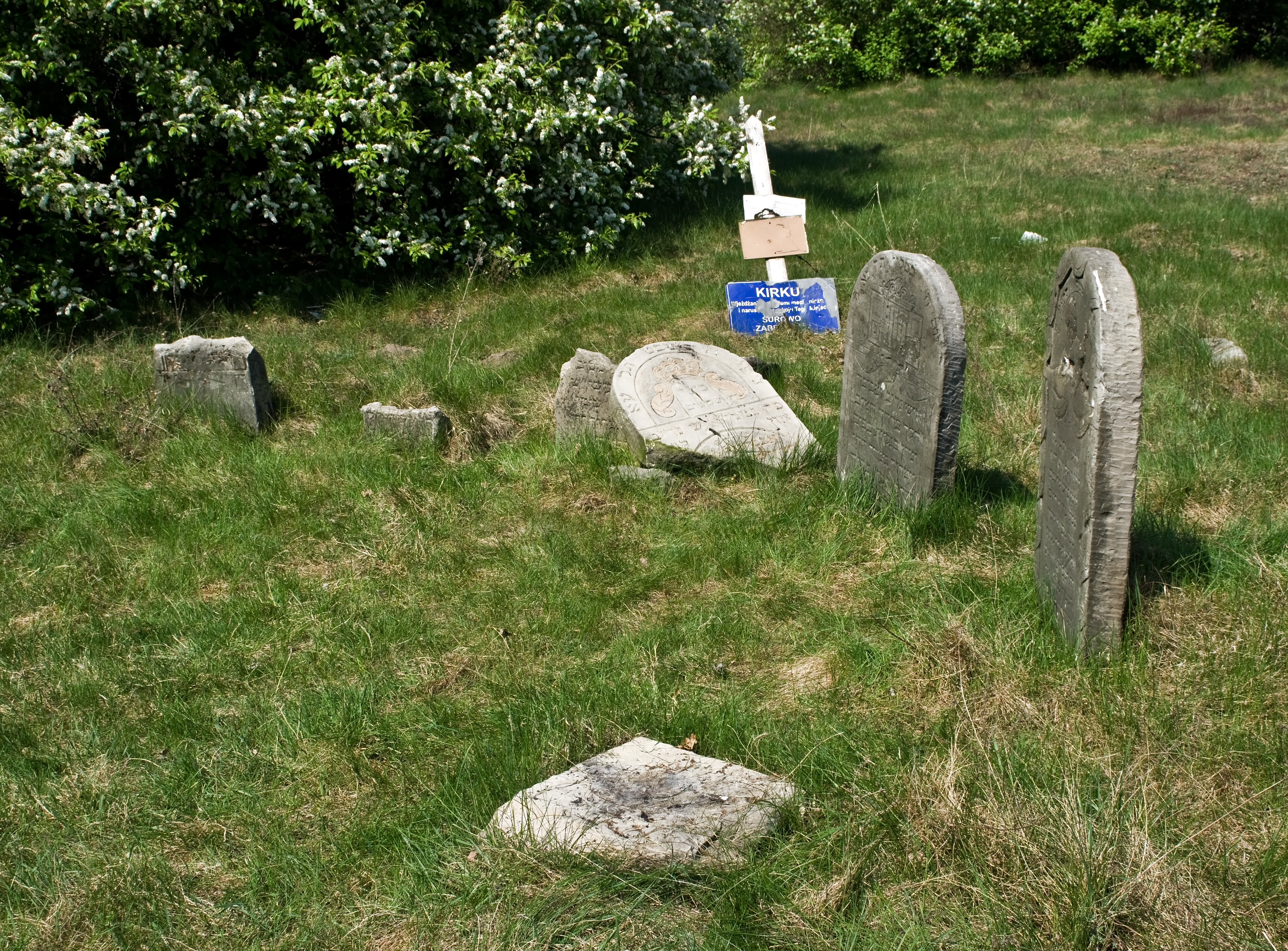
Macewy na cmentarzu żydowskim w Rykach

Cmentarz żydowski w Rykach – znajduje się przy obecnej ul. Piaskowej i zajmuje powierzchnię 0,5 ha na której – wskutek dewastacji z czasów II wojny światowej – zachowały się tylko pojedyncze nagrobki; prawdopodobnie 6 macew zachowało się jedynie przy ul. Poniatowskiego